# Marek Hrbek
Marek Hrbek, také Marcus Herbeck (kolem 1635 Přestanice– před 10. říjnem 1700 Praha) byl český cechovní a dvorský zlatník období raného baroka.

## Život
Narodil se ve vesnické zemědělské rodině Václava Hrbka a jeho manželky Doroty, rozené Brandelové, jejíž sestra byla babičkou malíře Petra Brandla. V Praze se vyučil zlatníkem a stříbrníkem v dílně dvorního zlatníka Gabriela Geldenhauera. Po tovaryšské cestě byl přijat za člena malostranského cechu zlatníků. Od konce 60. let byl činný pro pražského arcibiskupa, renovoval stolní stříbro po arcibiskupu Arnoštu Harrachovi, a pro biskupa litoměřického zhotovil kalich. Pro Svatovítský poklad vytvořil dva relikviáře a tři relikviářové busty českých patronů opravil. Dále pracoval pro Jiřský klášter. Ve sbírce Národního muzea se dochovala stříbrná miska s jeho mistrovskou značkou MH.
Od roku 1689 užíval titul dvorského komorního a císařského zlatníka a nad svůj krám na Malé Straně měl povoleno vyvěsit si štít s císařským orlem. Začal obchodovat s německými šperky, dováženými z Augsburgu a s nemovitostmi, zadlužil se, byl zažalován pro lichvu, odsouzen a vsazen do vězení. Po propuštění měl tak podlomené zdraví, že nebyl schopen pracovat a krátce na to v zapomnění zemřel.